# Павіан бабуїн
Павіан бабуїн, або Бабуїн (Papio cynocephalus) — великий примат з роду Павіан (Papio) родини Мавпові (Cercopithecidae).
Це мавпа з довгою, подібною до собачої мордою і величезними іклами. Проводить більшу частину часу на землі. Чоловічі особини мають зріст до 1,1 м, більші за жіночі: хвіст — 0,6 м. Основне забарвлення хутра жовтаво-сіре, сідничні нарости червоні.
Поширений в Ефіопії, Кордофані, Центральній Африці в напіввідкритих гірських і рівнинних місцевостях.
Живиться плодами, зернами, цибулинами, пагонами, комахами, дрібними ссавцями; тримається поблизу дерев, на яких іноді ночує. Бабуїнів часто утримують в зоопарках.